# Типы высшей нервной деятельности

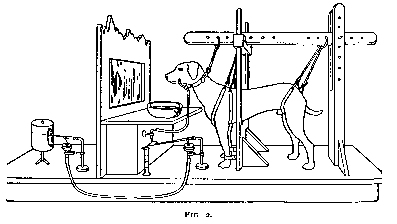
Эксперименты в лаборатории И. П. Павлова по образованию условных рефлексов, в ходе которых были выявлены различные темпераменты (типы высшей нервной деятельности) собак

Типы высшей нервной деятельности (также «типы нервной системы») — типология И. П. Павлова, совокупность врождённых свойств нервной системы (силы, уравновешенности, подвижности), определяющих индивидуальные особенности высшей нервной деятельности и характер взаимодействия организма с окружающей средой.
Тип высшей нервной деятельности является физиологической основой темперамента, это прирожденный конституциональный вид нервной деятельности — генотип, который под разнообразными влияниями окружающей обстановки превращается в фенотип, характер.

## Общие положения о типах[8]
Различные комбинации трёх свойств нервной системы, таких как: сила, уравновешенность, подвижность, позволили И.П. Павлову выделить четыре резко очерченных типа, отличающихся по адаптивным способностям и устойчивости к невротизирующим агентам.

### Свойства нервной системы
1. Сила нервной системы —  уровень работоспособности нервных клеток, устойчивость к длительному воздействию раздражителя, как возбуждающего, так и затормаживающего типа (сила-слабость).
2. Уравновешенность — соотношение возбуждения и торможения (уравновешенность-неуравновешенность).
3. Подвижность — быстрота возникновения или прекращения возбуждения-торможения (лабильность-инертность).

### Описания четырех типов высшей нервной деятельности (темпераментов), выделенных в экспериментах на собаках
- Сильный уравновешенный подвижный — имеет одинаково сильные процессы возбуждения и торможения с хорошей их подвижностью, что обеспечивает высокие адаптивные возможности и устойчивость в условиях трудных жизненных ситуаций. В соответствии с учением о темпераментах — это сангвинический тип.
  - Павлов так характеризовал таких людей: «Сангвиник — горячий, очень продуктивный деятель, но лишь тогда, когда у него много интересного дела, т.е. есть постоянное возбуждение. Когда же такого дела нет, он становится скучливым, вялым».
- Сильный уравновешенный инертный — с сильными процессами возбуждения и торможения и с плохой их подвижностью, всегда испытывающий затруднения при переключении с одного вида деятельности на другой. В соответствии с учением о темпераментах — это флегматический тип.
  - Павлов замечал: «Флегматик — спокойный, всегда ровный, настойчивый и упорный труженик жизни».
- Сильный неуравновешенный — характеризуется сильным раздражительным процессом и отстающим по силе тормозным, поэтому представитель такого типа в трудных ситуациях легко подвержен нарушениям ВНД. Способен тренировать и в значительной степени улучшать недостаточное торможение. В соответствии с учением о темпераментах — это холерический тип.
  - Павлов так определял этот тип темперамента: «Боевой тип, задорный, легко и скоро раздражающийся».
- Слабый  — характеризуется слабостью обоих нервных процессов — возбуждения и торможения, плохо приспосабливается к условиям окружающей среды, подвержен невротическим расстройствам. В соответствии с классификацией темпераментов — это меланхолический тип.
  - Павлов отмечал, что меланхолик, «попадая в новые условия жизни, очень теряется».

Выбранные три параметра нервной системы дают 8 и более различных комбинаций, но Павлов посчитал, что рассмотрение всех их практического применения не имеет. По его мнению, уравновешенность нет смысла рассматривать у объекта со слабой нервной системой, а подвижность у типов с сильной и неуравновешенной. Тем не менее позже учениками и последователями Павлова было выявлено большое число промежуточных вариации типов (П. С. Купалов, А. Г. Иванов-Смоленский). Дальнейшее исследование свойств нервной системы осуществляли Б.М. Теплов, В.Д. Небылицын, Н.И. Красногорский и мн. др.

## Определения типа (темперамента)

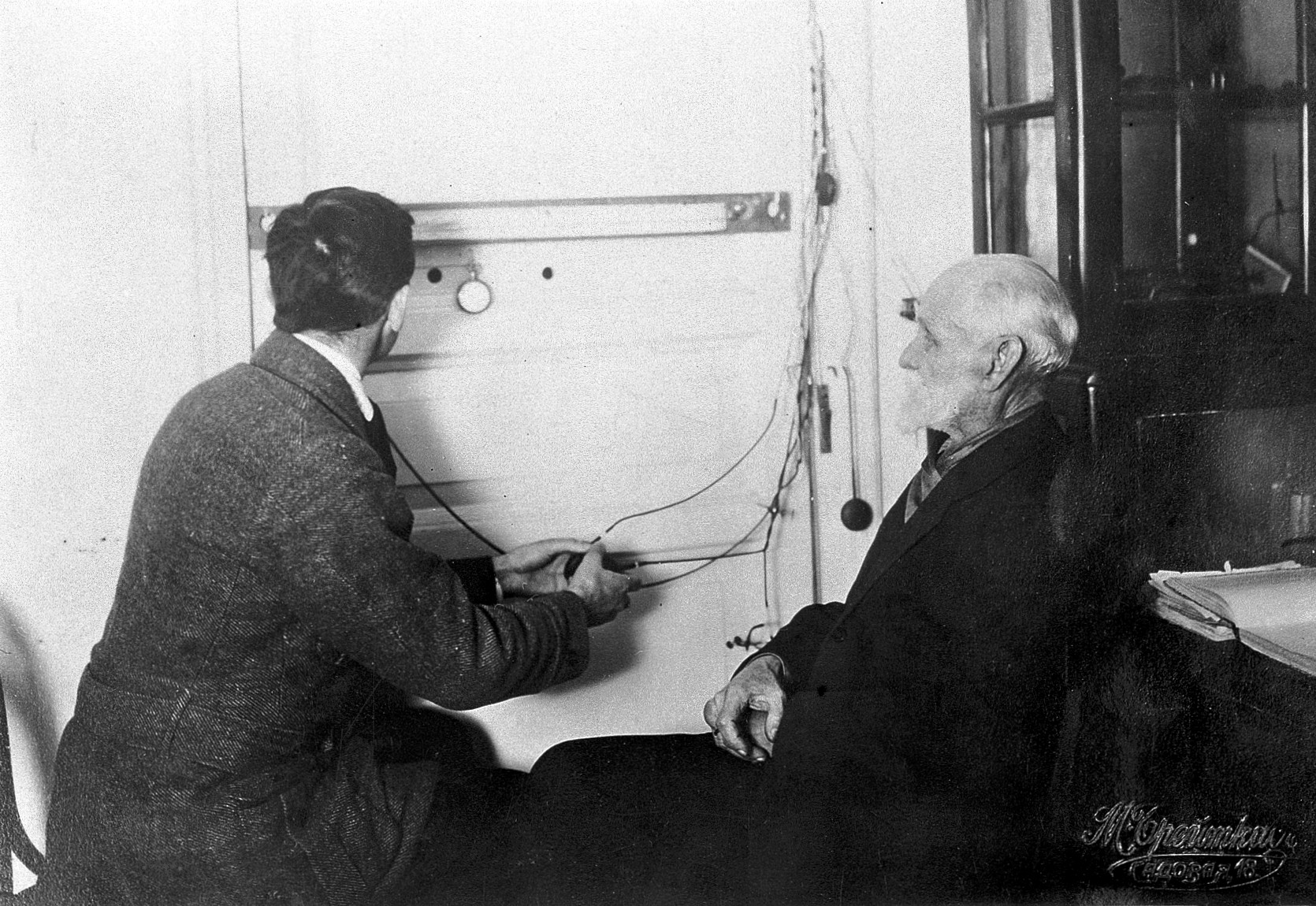
В экспериментальной лаборатории И.П. Павлова, измерение параметров реакций собак в изолированном помещении

На силу нервных процессов указывает: быстрая выработка условных рефлексов, их устойчивость. На слабость нервных процессов указывает быстрое наступление запредельного торможения даже при небольших нагрузках.
При уравновешенности нервных процессов выявляется сбалансированность положительных и отрицательных рефлексов, при значительном перевесе в одну или другую сторону речь идет о неуравновешенности нервных процессов.
На подвижность нервных процессов показывает время и скорость переделки условного рефлекса: быстро, легко у лабильных, и медленно, с трудом — у инертных.
У человека различались также частные типы:
- мыслительный (преобладание второй сигнальной системы);
- художественный (преобладание первой сигнальной системы);
- самый распространенный средний тип (обе системы уравновешенны).[9]

## Применение на практике
Классификация типов высшей нервной деятельности нашла широкое применение в тестировании детей, спортсменов, некоторых видов профессий (летчиков и др.), в дифференциальной психофизиологии как части дифференциальной психологии, в определении типов высшей нервной деятельности у животных для правильного использования в хозяйстве.
В известной типологии Айзенка были использованы павловские концепции возбуждения, торможения и равновесия корковых нервных процессов как база физиологических основ экстраверсии и интроверсии.